# Tabanocella alveolata
Tabanocella alveolata är en tvåvingeart som först beskrevs av Surcouf 1909.  Tabanocella alveolata ingår i släktet Tabanocella och familjen bromsar.
Artens utbredningsområde är Madagaskar. Inga underarter finns listade i Catalogue of Life.